# Satrapes maghrebinus
Satrapes maghrebinus är en skalbaggsart som beskrevs av Yélamos 1997. Satrapes maghrebinus ingår i släktet Satrapes och familjen stumpbaggar. Inga underarter finns listade i Catalogue of Life.